# Wysoka (Wadowice)
Wysoka ist eine Ortschaft mit einem Schulzenamt der Gemeinde Wadowice im Powiat Wadowicki der Woiwodschaft Kleinpolen in Polen.

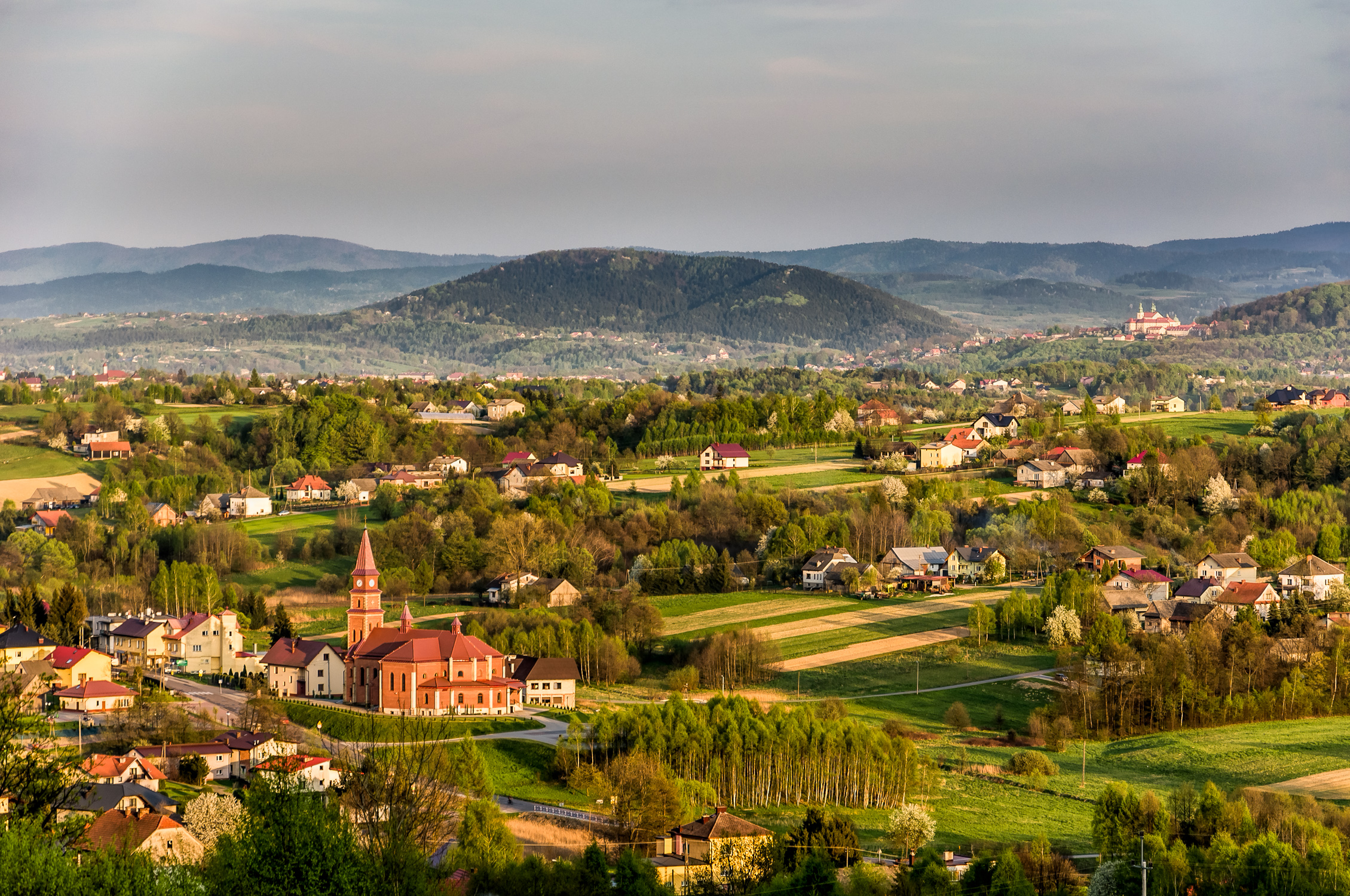
Überblick auf das Dorf

## Geographie
Der Ort liegt im Pogórze Wielickie am gleichnamigen Bach.
Nachbarorte sind Lgota, Bachorowice und Marcyporęba im Norden, Stanisław Górny im Osten, Klecza Dolna, Klecza Górna, Barwałd Dolny, Barwałd Średni und Barwałd Górny im Süden.

## Geschichte
Der Ort wurde im Jahre 1354 als die Pfarrei Vissoka erstmals urkundlich erwähnt. Nach Jan Długosz war es ein Dorf in der Pfarrei Poręba (Vyssoka, villa sub parochia de Poramba). Der Name ist topographischer Herkunft (wysoki – hoch [gelegen]).
Politisch gehörte das Dorf ursprünglich zum Herzogtum Auschwitz, dies bestand ab 1315 in der Zeit des polnischen Partikularismus. Seit 1327 bestand die Lehnsherrschaft des Königreichs Böhmen. Seit 1445 gehörte es zum Herzogtum Zator, dieses wurde im Jahr 1494 an den polnischen König verkauft. 1564 wurde Wysoka als Teil des neuen Kreises Schlesien der Woiwodschaft Krakau an das Königreich Polen, ab 1569 die polnisch-litauische Adelsrepublik, völlig inkorporiert.
Um das Jahr 1600 wurde die örtliche Kirche zum Sitz einer reformierten Gemeinde.
Bei der Ersten Teilung Polens kam Wysoka 1772 zum neuen Königreich Galizien und Lodomerien des habsburgischen Kaiserreichs (ab 1804). Ab 1782 gehörte das Dorf zum Myslenicer Kreis (1819 mit dem Sitz in Wadowice). Nach der Aufhebung der Patrimonialherrschaften bildete es ab 1850 eine Gemeinde im Bezirk Wadowice.
1918, nach dem Ende des Ersten Weltkriegs und dem Zusammenbruch der k.u.k. Monarchie, kam Wysoka zu Polen. Unterbrochen wurde dies nur durch die Besetzung Polens durch die Wehrmacht im Zweiten Weltkrieg. Es gehörte dann zum Distrikt Krakau im Generalgouvernement.
Von 1975 bis 1998 gehörte Wysoka zur Woiwodschaft Bielsko-Biała.